# Dendrobium connexicostatum
Dendrobium connexicostatum är en orkidéart som beskrevs av Johannes Jacobus Smith. Dendrobium connexicostatum ingår i släktet Dendrobium, och familjen orkidéer. Inga underarter finns listade i Catalogue of Life.